# 科林·奥多霍諾
科林·奥多霍諾（英語：Colin O'Donoghue，1981年1月26日—）是愛爾蘭的一位演員和音樂人。他最著名的作品是在童話小鎮中飾演Captain Killian "Hook" Jones角色。他曾經獲得愛爾蘭電視電影獎。

## 外部連結
- 维基共享资源上的相關多媒體資源：科林·奥多霍諾
- 官方网站
- 科林·奥多霍諾在互联网电影资料库（IMDb）上的資料（英文）